# Macbor
Macbor és una marca catalana de motocicletes i quads fabricats a Rubí, Vallès Occidental, per l'empresa Motos Bordoy, SA (grup barceloní que creà aquesta marca el 1999 per tal de cobrir el mercat infantil i juvenil). Macbor té la seu a l'Avinguda Castellbisbal de Rubí.

## Història

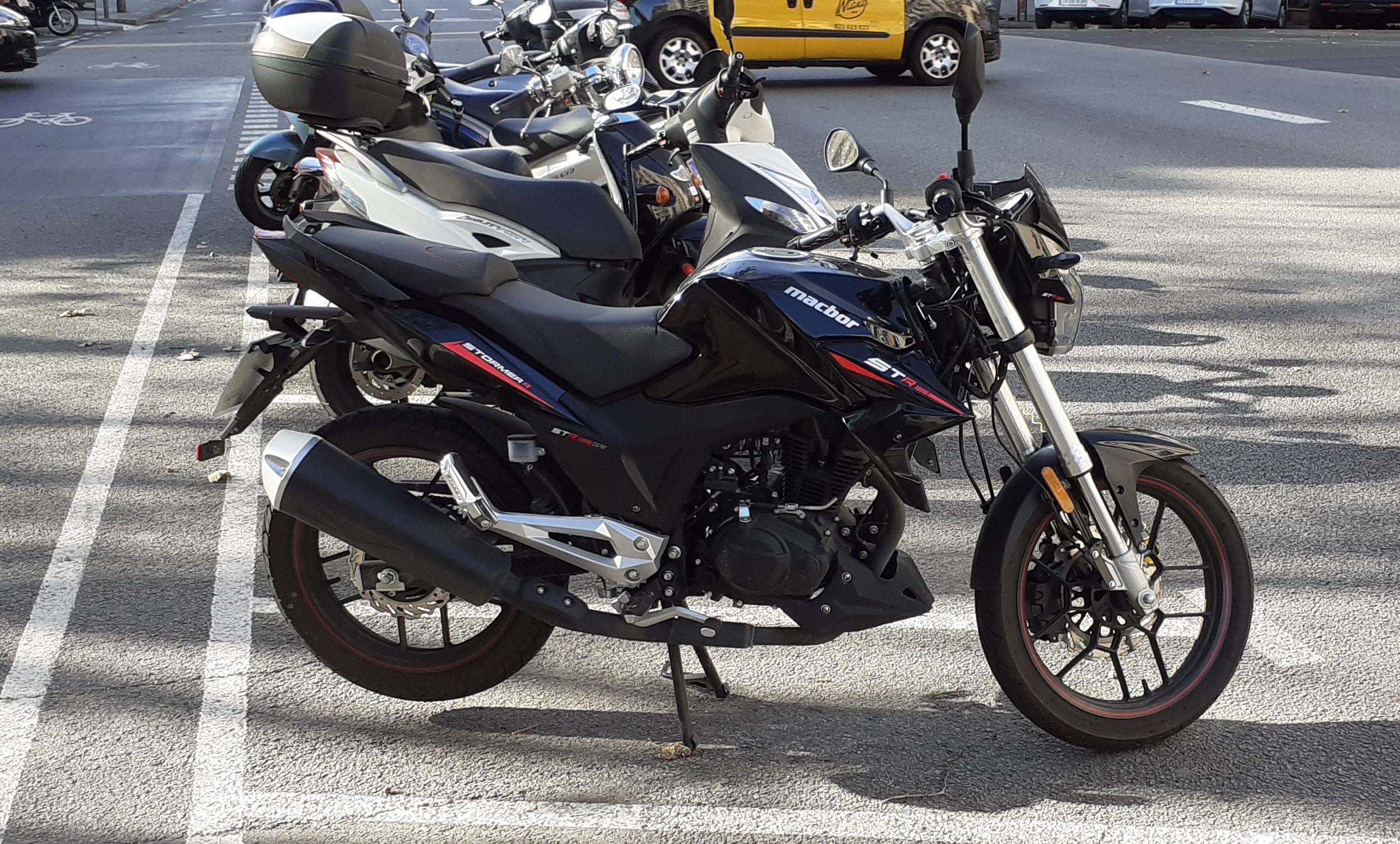
Una Macbor Stormer R

Motos Bordoy fou fundada el 1971 a Barcelona per Jaume Bordoy, ex-pilot professional que havia competit en curses de velocitat, ral·lis, enduro i trial, havent estat campió d'Espanya de resistència amb Bultaco el 1961. Dirigida actualment pels seus fills Albert i Jordi, l'empresa es dedica a la importació i distribució en exclusiva de marques internacionals com ara SYM, MV Agusta, Cagiva, Husqvarna, Hyosung o Ducati.
Veient que li mancava abastar el sector de clientela més jove, l'empresa fundà Macbor el 1999. El 2000 llançà els seus primers models al mercat: la XC 510 i la XC 512. Un any després, aparegué la XC 515 amb motor dotat de canvi de marxes.
El 2002, Macbor renova completament la seva gamma llançant la segona família de producte amb una part cicle totalment nova, nova carrosseria i uns nous motors S-6 de Morini. La gamma la formaven la XC 510 S, XC 512 S i la XC 512 T. En el seu primer any de vida, de la nova família de motos Macbor se'n fabriquen més de 1.000 unitats. Cap a finals del 2002, Macbor s'introdueix en el món del quad amb dos models de 50 i 100 cc.
El 2003, la marca presenta quatre nous models (una línia de competició amb tres models diferents i una tercera línia de producte, la de les motos amb canvi de marxes). Pel que fa als quads, aquell any se'n presenten dues noves versions -també en 50 i 100 cc- que incorporen fre de disc posterior i marxa enrere. Al desembre n'apareix un model destinat als més petits amb motor de quatre temps.